# 阿里·纳赛尔·穆罕默德
阿里·纳赛尔·穆罕默德·哈萨尼（阿拉伯语：‎；1939年12月31日—）是一位也门政治家，1971年至1985年担任也门民主人民共和国总理，曾两度担任国家元首（1978年，1980－1986年）。1980年至1986年间出任也门社会党中央委员会总书记，成为南也门的最高领导人。出生在一个农民家庭，曾担任过小学教师。1960年起参加反对英国殖民统治的民族主义运动，多次被捕入狱。1963年加入民族解放阵线。
1967年，南也门独立，成立了南也门人民共和国。他先后出任岛屿省和拉赫杰省省长。1969年阿里·纳赛尔与阿卜杜勒·法塔赫·伊斯梅尔推翻卡坦·穆罕默德·沙比总统。1970年11月，阿里•纳赛尔下令改国号为也门民主人民共和国，淡化沙比掌权时期力促也门南北统一的宣传。此后先后出任南也门地方行政部长，农业和土地改革部长，国防部长，总统委员会委员，政府总理等职。
1978年6月26日参与了推翻萨利姆·鲁巴伊·阿里总统的政变，自己出任总统委员会主席兼总理。同年12月27日，阿卜杜勒·法塔赫·伊斯梅尔出任南也门最高人民委员会主席团主席（即国家元首），他改任最高人民委员会主席团副主席兼总理。1980年逼迫阿卜杜勒·法塔赫·伊斯梅尔下台，自己再次出任最高人民委员会主席团主席兼总理。1986年1月，南也门爆发内乱，他被反对派推翻，流亡北也门。
1994年参与也门内战，欲重建南也门，但失败。2011年也门反政府示威中他作为反对派，成为17人被任命为过渡委员会委员之一，参与推翻阿里·阿卜杜拉·萨利赫总统的统治。
2015年2月，胡塞运动占领首都萨那，政府崩溃，穆罕默德被考虑为总统委员会主席。